# Flora Suya
Flora Suya là một nữ diễn viên người Malawi. Cô được đề cử là nữ diễn viên xuất sắc nhất tại lễ trao giải Oscar Movie Academy lần thứ 6 và 9.

## Sự nghiệp
Bên cạnh Tapiwa Gwaza, Suya đóng vai chính trong Mùa của một cuộc đời (2010), kể lại thử thách của một hầu gái châu Phi đã bị ông chủ của cô xâm phạm tình dục, sau đó từ chối quyền nuôi con của cô. Cô đã nhận được giải thưởng Học viện điện ảnh châu Phi cho nữ diễn viên xuất sắc nhất trong vai trò hàng đầu cho vai diễn trong phim. Năm 2013, cô đóng vai chính trong Shemu Joyah, Last Fishing Boat, nơi cô là người yêu của một khách du lịch và là vợ của một người đàn ông đa thê, vai diễn được đề cử là nữ diễn viên xuất sắc nhất tại giải thưởng AMAA. Vào năm 2014, có thông tin rằng cô sẽ tham gia bộ phim Zambia, Chenda, kể một câu chuyện về những rắc rối mà phụ nữ cằn cỗi phải trải qua và phản ứng tiêu cực của đàn ông châu Phi đối với tình trạng này. Bộ phim được ra mắt tại một rạp chiếu phim vào tháng 12 năm 2014 và được phát hành vào năm 2015. Năm 2016, bộ phim của cô, My Mothers Story được công bố là một trong những bộ phim mở đầu tại Liên hoan phim châu Phi Thung lũng Silicon ở Hoa Kỳ. bộ phim kể một câu chuyện về những đau khổ mà phụ nữ phải trải qua để bảo đảm nhà của họ mà không cần sự giúp đỡ từ người chồng. Trong phim, cô vào vai Tadala, một bà mẹ đơn thân trong bối cảnh châu Phi nhạy cảm về văn hóa và giới tính.